# کلاه‌اسقفی
کُلاه‌اُسقُفی یا میتراگینا (انگلیسی: Mitragyna) سَرده‌ای از درختان از خانواده روناسیان است که در مناطق گرمسیری و نیمه‌گرمسیری آسیا و آفریقا می‌روید. اعضای این جنس حاوی آلکالوئیدهای ایندول ضد مالاریا و ضد درد هستند. نام این سرده را گیاه‌شناس هلندی، پیتر ویلم کورت‌هالس، به خاطر شباهت گل‌ها و کلاله‌های این گیاه به کلاه یا تاج اسقف‌های شهرهای بزرگ (مطران‌ها) به آن داده است.‎
روناسیان پنجمین خانواده گیاهان گلدار از نظر تعداد جنس و چهارمین یا پنجمین خانواده از نظر تعداد گونه هستند.